# Blodamarant
Blodamarant (Amaranthus hybridus ssp. cruentus) är en högväxt ört i amarantsläktet.